# Praktica LTL
Praktica LTL är en tysk spegelreflexkamera gjord av det då östtyska företaget Praktica. Den tillverkades mellan december 1970 och november 1975 och fanns i 2 varianter; en silverfärgad och en helt i svart.
Mall:Kameran har objektiv med 42 mm gänga som skruvas på plats.